# Андрей Мстиславич (князь звенигородский)

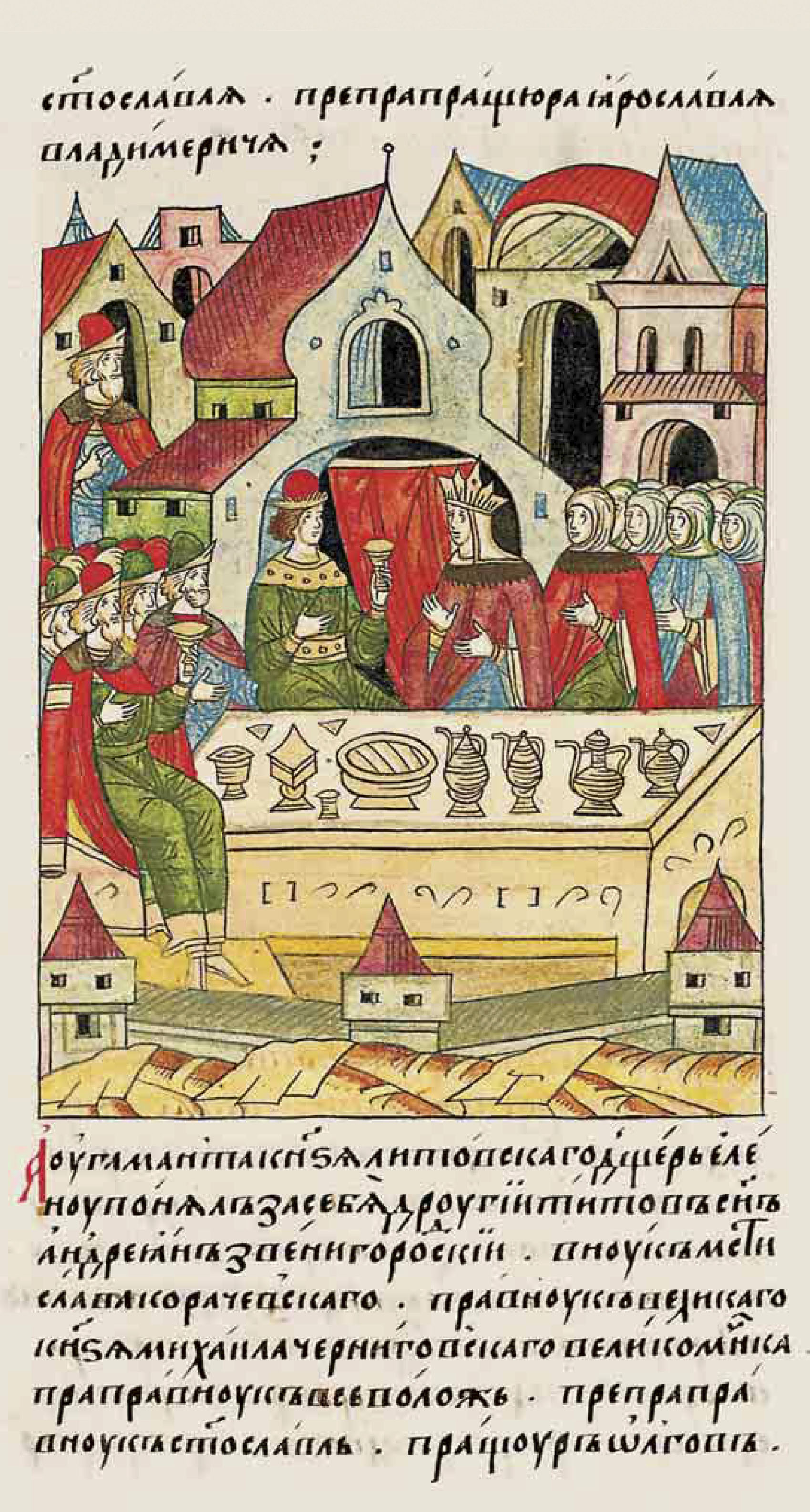
Свадьба Андрея и Елены

Андрей Мстиславич (уб. 1339) — князь козельский, однократно упомянут в Воскресенской летописи под 1339 годом в связи со своей гибелью от рук Василия Пантелеймоновича, племянника от старшего брата. В сборнике Дионисия Звенигородского XVI века Андрей назван князем звенигородским, а его отец и внук — карачевскими и звенигородскими. Таким образом звенигородские повышали свой статус относительно карачевских и козельских князей, превосходивших их старшинством. Летописи также знают Адриана, сына Тита козельского, действовавшего в 1365 году, который отождествляется историками с Андреем Мстиславичем.

## Происхождение
Согласно родословным — внук Михаила Всеволодовича Черниговского и Киевского, сын Мстислава Михайловича, князя карачевского и козельского, но из-за возникающих при этом хронологических несостыковок, возможно, отцом Мстислава был не Михаил Всеволодович Черниговский, а другой одноимённый черниговский князь, на что указал Баумгартен Н. А.. Он вслед за Лицевым летописным сводом называет Андрея сыном его брата Тита.
Беспалов Р. А. обратил внимание на то, что в синодике бывшего рязанского Свято-Духова монастыря записаны «Андреян, Александр Семёновичи Новосильские». Данная версия сочетается с локализацией летописного Звенигорода-Северского в бассейне не р.Оки, а р.Сейма у села Уланово Глуховского района Сумской области.

## Семья и потомство
Был женат на Елене, возможно, дочери Гедимина. Убит своим племянником Василием Пантелеймоновичем в борьбе за Козельск.
Сыновья:
- Фёдор? (мог быть сыном Андрея Семёновича новосильского[5])
- Иван — возможно, он (или внук Святослава Титовича) стал родоначальником князей Болховских.